# كين (نيوهامشير)
كين (بالإنجليزية: Keene, New Hampshire)‏ هي مدينة تقع في الولايات المتحدة في Cheshire County. يقدر عدد سكانها بـ 23,409 نسمة ومساحتها 97.3 كم2 وترتفع عن سطح البحر 148 متر.

## التركيبة السكانية
حدّد مكتب تعداد الولايات المتحدة بيانات التركيبة السكانية لكين في تعداد الولايات المتحدة. في ما يلي، التركيبة السكانية حسب تعدادي 2000 و2010.

### تعداد عام 2000
بلغ عدد سكان كين 22,563 نسمة بحسب تعداد عام 2000، وبلغ عدد الأسر 8,955 أسرة وعدد العائلات 5,083 عائلة مقيمة في المدينة. في حين سجلت الكثافة السكانية 233.2 نسمة لكل كيلومتر مربع (604.0/ميل2). وبلغ عدد الوحدات السكنية 9,295 وحدة بمتوسط كثافة قدره 96.1 لكل كيلومتر مربع (248.9/ميل2).
وتوزع التركيب العرقي للمدينة بنسبة 97.66% من البيض و0.39% من الأمريكيين الأفارقة و0.20% من الأمريكيين الأصليين و0.68% من الأمريكيين ذوي الأصول الآسيوية و0.03% من سكان جزر المحيط الهادئ و0.22% من الأعراق الأخرى و0.82% من عرقين مختلطين أو أكثر و0.76% من الهسبانيون أو اللاتينيون من أي عرق.
بلغ عدد الأسر 8,955 أسرة كانت نسبة 27.4% منها لديها أطفال تحت سن الثامنة عشر تعيش معهم، وبلغت نسبة الأزواج القاطنين مع بعضهم البعض 43.8% من أصل المجموع الكلي للأسر، ونسبة 9.7% من الأسر كان لديها معيلات من الإناث دون وجود شريك، بينما كانت نسبة 3.2% من الأسر لديها معيلون من الذكور دون وجود شريكة وكانت نسبة 43.2% من غير العائلات. تألفت نسبة 31.5% من أصل جميع الأسر من عدة أفراد يعيشون في نفس المنزل ونسبة 12.4% كانت تتألف من شخص يعيش بمفرده يبلغ من العمر 65 عاماً أو أكثر. وبلغ متوسط حجم الأسرة المعيشية 2.27، أما متوسط حجم العائلات فبلغ 2.86.
بلغ العمر الوسطي للسكان 35.3 عاماً. وكانت نسبة 19.3% من القاطنين تحت سن الثامنة عشر، وكانت نسبة 10.9% بين الثامنة عشر والرابعة والعشرين عاماً، ونسبة 24.5% كانت واقعةً في الفئة العمرية ما بين الخامسة والعشرين والرابعة والأربعين عاماً، ونسبة 21.5% كانت ما بين الخامسة والأربعين والرابعة والستين، ونسبة 13.9% كانت ضمن فئة الخامسة والستين عاماً فما فوق. يوجد لكل 100 أنثى 92.2 ذكر، ويوجد لكل 100 أنثى في الثامنة عشر من عمرها فما فوق 88.3 ذكر.
بلغ متوسط دخل الأسرة في المدينة 37,033 دولارًا، أما متوسط دخل العائلة فبلغ 49,935 دولارًا. وكان متوسط دخل الذكور 32,720 دولارًا مقابل 25,488 دولارًا للإناث. وسجل دخل الفرد الخاص بالمدينة 20,544 دولارًا. وكانت نسبة 5.2% من العائلات ونسبة 10.7% من السكان تحت خط الفقر، وكان من هؤلاء نسبة 9.6% تحت سن الثامنة عشر ونسبة 5.6% في الخامسة والستين من العمر وما فوق.

### تعداد عام 2010
بلغ عدد سكان كين 23,409 نسمة بحسب تعداد عام 2010، وبلغ عدد الأسر 9,052 أسرة وعدد العائلات 4,843 عائلة مقيمة في المدينة. في حين سجلت الكثافة السكانية 242 نسمة لكل كيلومتر مربع (626.8/ميل2). وبلغ عدد الوحدات السكنية 9,719 وحدة بمتوسط كثافة قدره 100.5 لكل كيلومتر مربع (260.3/ميل2).
وتوزع التركيب العرقي للمدينة بنسبة 95.32% من البيض و0.62% من الأمريكيين الأفارقة و0.18% من الأمريكيين الأصليين و2.02% من الأمريكيين ذوي الأصول الآسيوية و0% من سكان جزر المحيط الهادئ و0.47% من الأعراق الأخرى و1.39% من عرقين مختلطين أو أكثر و1.59% من الهسبانيون أو اللاتينيون من أي عرق.
بلغ عدد الأسر 9,052 أسرة كانت نسبة 24.7% منها لديها أطفال تحت سن الثامنة عشر تعيش معهم، وبلغت نسبة الأزواج القاطنين مع بعضهم البعض 39.1% من أصل المجموع الكلي للأسر، ونسبة 10.6% من الأسر كان لديها معيلات من الإناث دون وجود شريك، بينما كانت نسبة 3.8% من الأسر لديها معيلون من الذكور دون وجود شريكة وكانت نسبة 46.5% من غير العائلات. تألفت نسبة 31.8% من أصل جميع الأسر من عدة أفراد يعيشون في نفس المنزل ونسبة 12.7% كانت تتألف من شخص يعيش بمفرده يبلغ من العمر 65 عاماً أو أكثر. وبلغ متوسط حجم الأسرة المعيشية 2.26، أما متوسط حجم العائلات فبلغ 2.83.
بلغ العمر الوسطي للسكان 34.0 عاماً. وكانت نسبة 16.6% من القاطنين تحت سن الثامنة عشر، وكانت نسبة 24.1% بين الثامنة عشر والرابعة والعشرين عاماً، ونسبة 20.7% كانت واقعةً في الفئة العمرية ما بين الخامسة والعشرين والرابعة والأربعين عاماً، ونسبة 24% كانت ما بين الخامسة والأربعين والرابعة والستين، ونسبة 14.7% كانت ضمن فئة الخامسة والستين عاماً فما فوق. وتوزع التركيب الجنسي للسكان بنسبة 46.9% ذكور و53.1% إناث.

## المدن التوأمة
مدينة آينبك هي مدينة توأمة لـكين (نيوهامشير).

## معرض صور

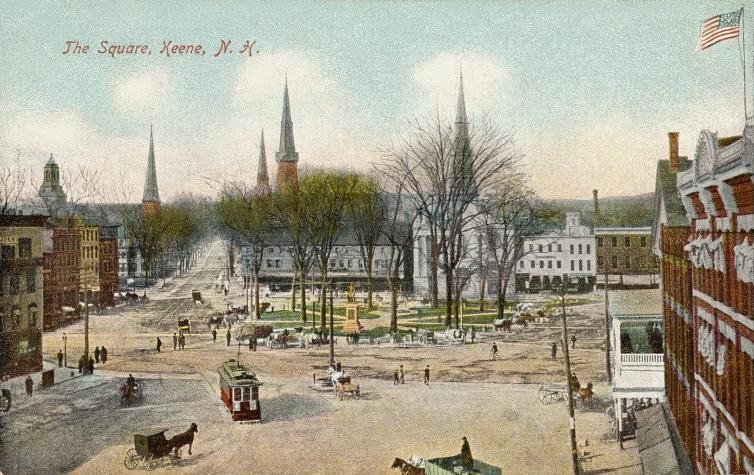
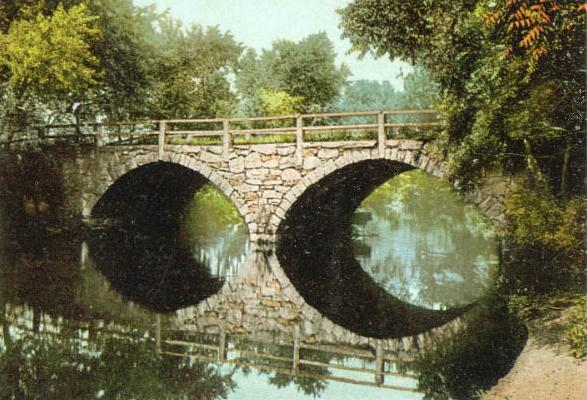
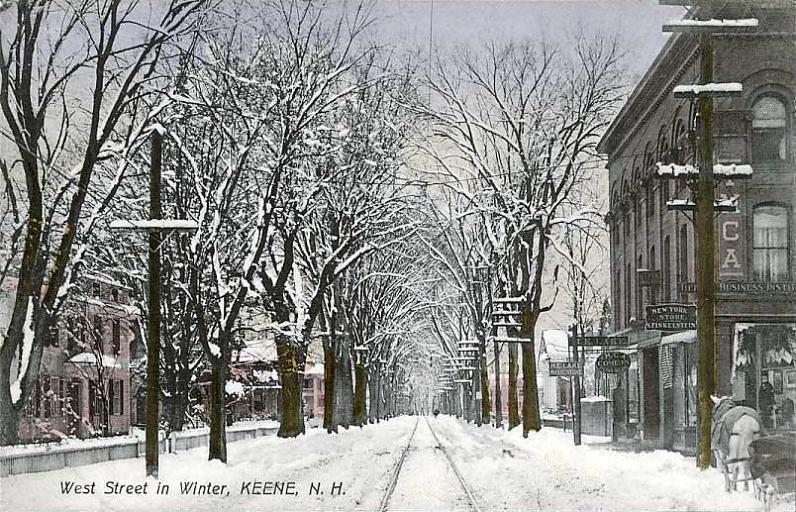
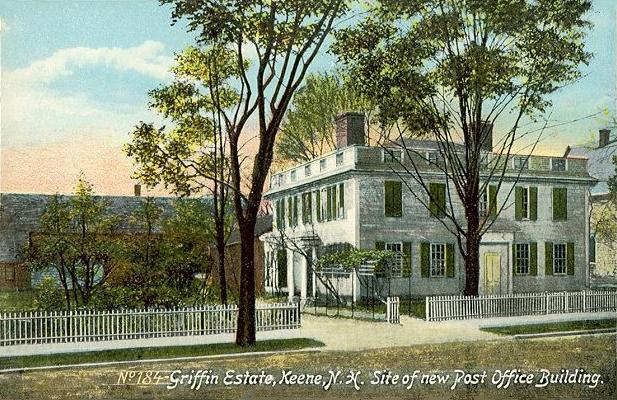

## أعلام
- صموئيل دبليو. ويليام
- روبرت رودات
- إرنست هيبرت
- باري فولكنير
- كاي لينكر
- هيذر ويلسون
- صموئيل ميلر كوينسي
- جون إس. بورغس
- جورج إي. آدامز
- برترام إليس